# 女人心機
不信的時候～woman wars～是由有吉佐和子的原作小説『不信的時候』改編的電視劇。富士電視台系列從2006年7月6日至9月21日、富士電視台于每週四的22:00～22:54期間播放。共12集(第一集增加15分鐘，23:09結束)。也曾在美國紐約的Channel63播出過。台灣緯來日本臺於2007年6月20日首播。香港無線劇集台於2007年7月8日首播。

## 簡介
原作是刊載於1967年「日本經濟新聞」的小說 - 「不信的時候」。這套「不信的時候～Woman Wars～」在以往亦曾經被拍成電影和電視劇。
故事内容是關於一個同時有妻子和情婦的男人，周旋於兩個女人之間，苦惱非常。

## 演員
- 淺井道子：米倉涼子（香港配音：陳凱婷）
- 野上MACHI子（本名野上路子）：松下由樹（香港配音：陸惠玲）
- 沖中和子：杉田薰（香港配音：雷碧娜）
- 小柳新吾：石田純一（香港配音：李錦綸）
- 近藤慶：小泉孝太郎（香港配音：梁偉德）
- 伊藤真由美（本名神山雪子）：福田沙紀（香港配音：林雅婷）
- 野上俊也：和田正人（香港配音：曹啟謙）
- 椎名千明：寶積有香
- 小柳MIDORI：秋山菜津子
- 淺井朋子：江波杏子（香港配音：伍秀霞）
- 淺井義雄：石黑賢（香港配音：潘文柏）

## 客串演員
第1話
- 遠藤玲子（富士電視台主播）

第1話、第3話、第11話
- 高岡早紀（義雄的舊情婦・大澤千鶴子）（香港配音：曾秀清）

第4話
- 鷲尾真知子（MACHI子的叔母）

第6話、第11話
- 平泉成（島原常務）

第7話、第8話
- 古舘玖優・古舘優空（野上法子）

第8話
- 淺野和之（MAYUMI的父親・神山聡一郎）
- 木村多江（MAYUMI的母親<後妻>・神山沙織）
- 古賀湧志（HACCHI）

## 歌曲
- 主題曲：Ann Lewis「あゝ無情」
- 劇中插曲：福田沙紀「Good Bye My Love」

## 工作人員
- 原作：有吉佐和子
- 劇本：小野沢美暁、栗原美和子
- 音樂：石田勝範
- 製作：栗原美和子、林徹
- 導演：林徹、大木綾子、谷村政樹
- 技術製作：小椋真人
- 技術協力：nac Image Technology Inc.
- 制作：Fuji Television Drama Production Center

## 播放日期、副題、收視率
| 集數       | 播放日期      | 副題                              | 收視率 |
| ---------- | ------------- | --------------------------------- | ------ |
| 1          | 2006年7月6日  | 不妊症…情事を覗き見しませんか     | 14.0%  |
| 2          | 2006年7月13日 | 妻と愛人の妊娠戦争…               | 13.5%  |
| 3          | 2006年7月20日 | 妻と夫のダブル不倫                | 12.5%  |
| 4          | 2006年7月27日 | 妻の謎そして反撃!                 | 12.5%  |
| 5          | 2006年8月3日  | 大波瀾愛人出産!妻妊娠!            | 11.5%  |
| 6          | 2006年8月10日 | 愛が狂気に変わる瞬間              | 10.3%  |
| 7          | 2006年8月17日 | 危険な情事…愛人の逆襲             | 11.5%  |
| 8          | 2006年8月24日 | 二重生活の落とし穴…天罰が下る瞬間 | 12.9%  |
| 9          | 2006年8月31日 | 遂に正面衝突…妻が愛人に宣戦布告!  | 12.2%  |
| 10         | 2006年9月7日  | 涙の一騎打ち…それぞれが衝撃の告白 | 15.5%  |
| 11         | 2006年9月14日 | 女たちの復讐…究極の制裁           | 13.7%  |
| 大結局     | 2006年9月21日 | 真相あなたは誰を信じますか…?      | 14.8%  |
| 平均收視率 | 平均收視率    | 平均收視率                        | 12.9%  |

## 相關人物
- 田宮二郎（演出1968年的電影版。電影『不信的時候』事件）
- 若尾文子（演出1968年的電影版）
- 岡田茉莉子（演出1968年的電影版）
- 加賀まりこ（演出1968年的電影版）
- 岸田今日子（演出1968年的電影版）

## 外部連結
- 女人心機日本官方網站 （页面存档备份，存于）
- 女人心機台灣官方網站 （页面存档备份，存于）

## 作品的變遷
| 日本富士電視台 木曜劇場 星期四 22:00至22:54         | 日本富士電視台 木曜劇場 星期四 22:00至22:54  | 日本富士電視台 木曜劇場 星期四 22:00至22:54 |
| --------------------------------------------------- | -------------------------------------------- | ------------------------------------------- |
|                                                     | 女人心機 （2006.7.6 - 2006.9.21）            |                                             |
| 醫龍-Team Medical Dragon- （2006.4.13 - 2006.6.29） | 小孤島大醫生2006 （2006.10.12 - 2006.12.21） |                                             |